# Młodzieżowe Indywidualne Mistrzostwa Polski na Żużlu 1980
Młodzieżowe Indywidualne Mistrzostwa Polski na Żużlu 1980 – zawody żużlowe, mające na celu wyłonienie medalistów młodzieżowych indywidualnych mistrzostw Polski w sezonie 1980. Rozegrano cztery turnieje ćwierćfinałowe, dwa półfinałowe oraz finał, w którym zwyciężył Mirosław Berliński.

## Finał
- Leszno, 13 lipca 1980
- Sędzia: Zbigniew Najwer

| Msc. | Zawodnik              | Klub         | Pkt   |             |  |
| ---- | --------------------- | ------------ | ----- | ----------- |  |
| 1    | Mirosław Berliński    | Gdańsk       | 14 +3 | (3,3,3,2,3) |  |
| 2    | Grzegorz Sterna       | Leszno       | 14 +u | (2,3,3,3,3) |  |
| 3    | Wojciech Żabiałowicz  | Toruń        | 12 +3 | (3,3,3,3,w) |  |
| 4    | Stanisław Kępowicz    | Tarnów       | 12 +2 | (3,2,3,1,3) |  |
| 5    | Henryk Olszak         | Zielona Góra | 9     | (1,3,2,3,t) |  |
| 6    | Paweł Szkobel         | Łódź         | 8     | (1,1,1,2,3) |  |
| 7    | Jan Krzystyniak       | Zielona Góra | 7     | (2,0,2,1,2) |  |
| 8    | Alfred Krzystyniak    | Zielona Góra | 7     | (2,2,1,1,1) |  |
| 9    | Piotr Brachmański     | Rybnik       | 5     | (0,1,0,3,1) |  |
| 10   | Czesław Miastkowski   | Toruń        | 5     | (0,2,1,2,0) |  |
| 11   | Krzysztof Głowacki    | Bydgoszcz    | 4     | (1,1,2,0,d) |  |
| 12   | Stanisław Gała        | Gniezno      | 4     | (1,0,1,1,1) |  |
| 13   | Bronisław Klimowicz   | Rybnik       | 3     | (2,1,w,–,–) |  |
| 14   | Krzysztof Kwiatkowski | Toruń        | 2     | (0,0,0,2,0) |  |
| 15   | Marek Kępa            | Lublin       | 2     | (w,2,u,–,–) |  |
| 16   | Jan Woźnicki          | Toruń        | 1     | (u,0,0,u,1) |  |
|      | rez. Herbert Karwat   | Opole        | 7     | (3,2,d,2)   |  |
|      | rez. Henryk Brodala   | Leszno       | 4     | (0,2,2)     |  |